# Zwart-op-wit-korst
De zwart-op-wit-korst (Verrucaria muralis) is een algemeen voorkomende korstmos van het geslacht Verrucaria uit de familie Verrucariaceae. De soort werd in 1794 voor het eerst beschreven door de Duitse botanicus Heinrich Adolf Schrader onder de naam Verrucaria rupestris, en is in 1803 door de Zweed Erik Acharius voor het eerst onder de huidige wetenschappelijke naam beschreven.

## Kenmerken

### Uiterlijke kenmerken
De zwart-op-wit-korst wordt gekenmerkt door het onopvallende vuilwitte tot witte thallus en de relatief grote perithecia als zwarte, halfronde uitstekels ondiep op de mos liggen. Exemplaren met een ontwikkeld thallus lijken qua uiterlijk enigszins op de oliestippelkorst (Verrucaria elaeina).
Het thallus is dun en oppervlakkig, fijn gebarsten en is grijswit tot wit. Het prothallus is wit. De bovenste cortex is eenlaags, 15-25 μm, meestal zonder pigment of met wat bruin pigment. De perithecia zijn oppervlakkig of enigszins ingezakt, met halfbolvormige uitsteeksels van 300-500 μm breed en 250 μm hoog. De kleur is zwart of grijsachtig en ze worden niet bedekt door een laag thallus. Geen stroma aanwezig.

### Microscopische kenmerken
Het excipulum is 200-380 μm breed en kleurloos. De sporenzakjes zijn 62-80 μm lang en 20-26 μm breed. De ascosporen zijn kleurloos, 17-25 μm lang en 9-14 μm breed.

## Habitat
De soort komt voor op zowel kalkhoudende als niet-kalkhoudende ondergronden, maar soms ook op kiezelhoudend gesteente, zoals kalksteen, zandsteen, beton, stenen muren en baksteen, in dit geval vaak op kiezels ingebed in de grond. De zwart-op-wit-korst geldt als een terrestrische soort die met name in het binnenland te vinden is, maar kan ook worden gevonden in vochtige habitats aan de kust van zoet water.

## Verspreiding
De zwart-op-wit-korst kent een groot verspreidingsgebied. Bekende vindplaatsen zijn onder andere Europa, Azië (o.a. Hong-Kong, Taiwan, Japan en India), Noord-Amerika, Brazilië, Afrika, Zuid-Georgië, Nieuw-Zeeland en Zuidoost-Australië. De soort is in Nederland zeer wijdverspreid en komt in alle delen van het land voor. Ook in België en Luxemburg komt de soort algemeen voor. Ondersteld wordt dat dit ook voor Noord-Frankrijk geldt.